# 约翰·班克斯
约翰·亚奇伯德· 班克斯（英語：John Archibald Banks，1946年12月2日—）是一名紐西蘭政治人物，前紐西蘭奥克兰市长（2001年-2004年，2007年-）。就任市长以前曾作为内阁部长服务于纽西兰政府。

## 从政前
约翰·班克斯出生于纽西兰首都惠灵顿，当他读高中时搬到奥克兰。当他从政之前，他服务于一家这药企业的市场调查部门和商业财产开发商以及一家餐馆的老板。他也担任过纽西兰餐饮业联合会主席。

## 从政经历
| 前任： 凯瑟琳·弗莱彻 | 奥克兰市长 2001-2004 | 繼任： 迪克·哈伯德 |